# Metro de Porto Alegre
El Metro de Porto Alegre es un sistema de Transporte Masivo operado en conjunto por el Gobierno federal (Gobierno Nacional o Central de Brasil), el gobierno del estado de Rio Grande do Sul y por la prefectura de Porto Alegre a través de la empresa Trensurb (Empresa de Trenes Urbanos de Porto Alegre S.A.) este posee 22 estaciones, totalizando 43 km de extensión. Transporta cerca de 130 mil usuarios por día.

## Historia
La Línea 1 del metro construido en Porto Alegre fue iniciada en 1980, uniendo el centro de la ciudad de Porto Alegre con las ciudades al norte del área metropolitana, como Canoas, Esteio, Sapucaia do Sul, São Leopoldo y Novo Hamburgo. La elección de este trayecto fue hecha para poder desahogar el tránsito de la ruta BR-116, única opción antes de la construcción de esta línea, que ya tenía serios problemas de tránsito para la época.

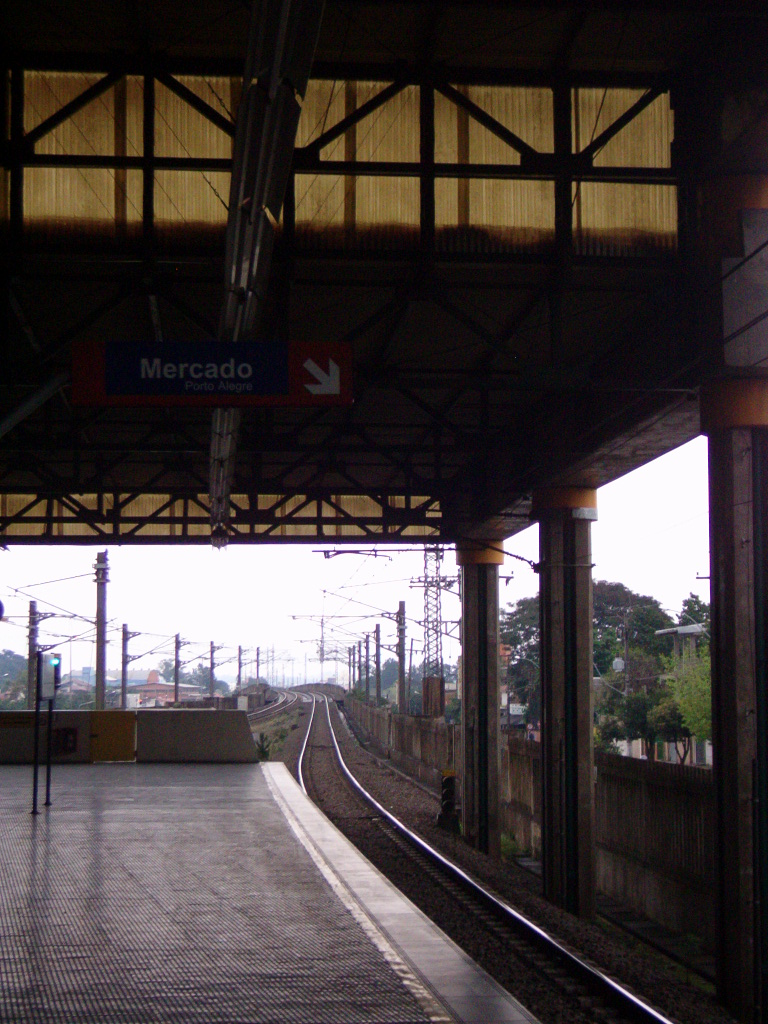
Vista de la Estación Unisinos

La Línea 1 fue inaugurada el 2 de marzo de 1985 entre Mercado y Sapucaia. En diciembre de 1997 fue extendida hasta Unisinos.
Una extensión de 2,4 km hasta São Leopoldo - Museu, fue adicionada en noviembre de 2000, Después de dos meses de servicio experimental.

## Características del Sistema

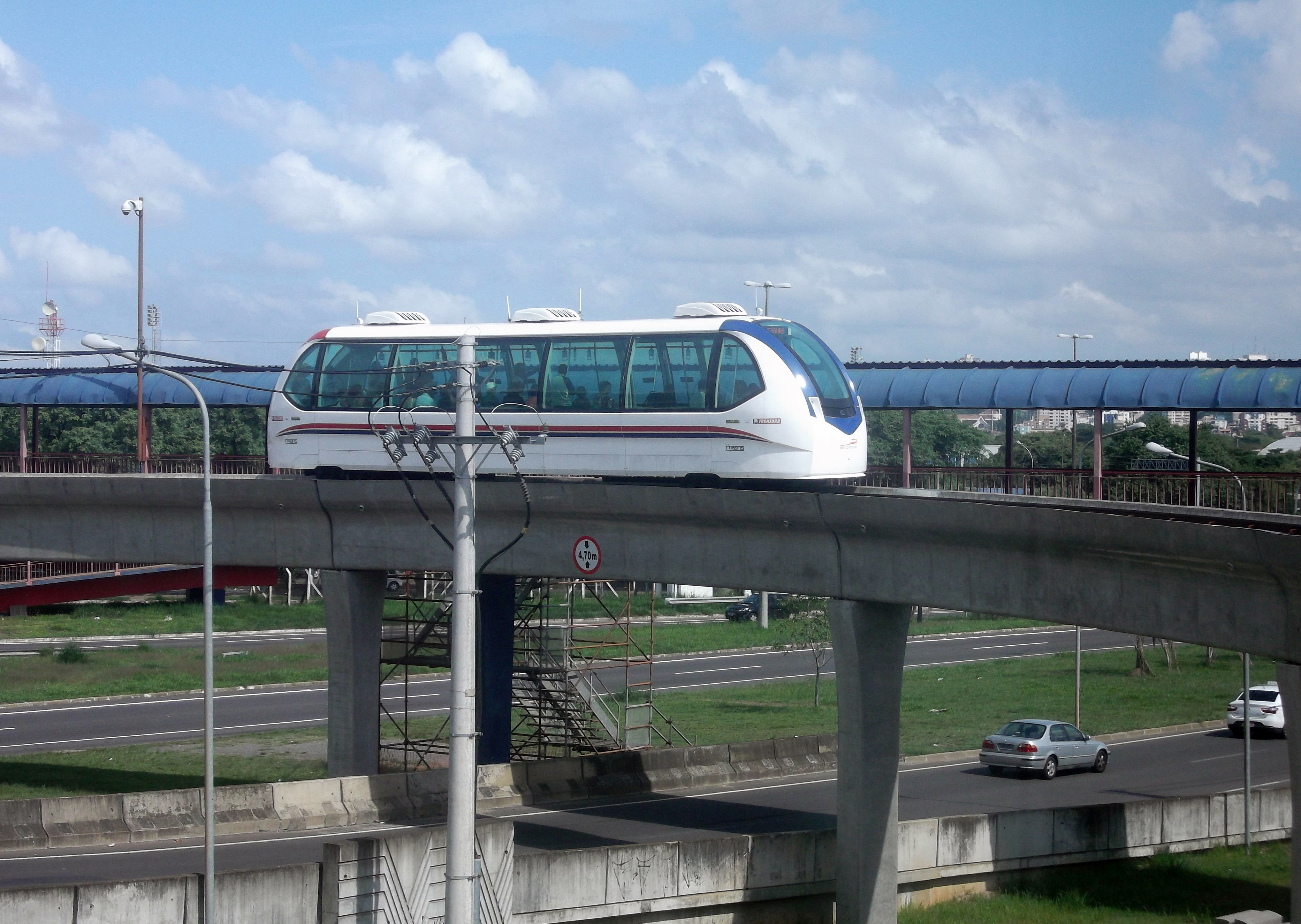
Transporte hectométrico que interconecta la terminal con la estación de metro

El Metro de Porto Alegre posee una distancia media entre cada estación que es de 2 km, consecuentemente a una velocidad comercial es de 46 km/h y a una velocidad máxima de los trenes es de 90 km/h. La trocha es de 1600 milímetros y la alimentación de los trenes es hecha por catenarias aéreas utilizando una tensión de 3000 VDC.
El Metro de Porto Alegre ofrece conexión con el Aeropuerto Internacional Salgado Filho a través de la Estación Aeropuerto. Dicha conexión se realiza mediante un aeromóvil, un sistema de transporte automatizado y sin costo adicional que facilita el acceso directo a la terminal aeroportuaria.

### Tabla del Sistema
| Línea | Terminales             | Extensión                      | Inauguración       | (km) | Estaciones | Duración del viaje (min) | Funcionamiento              |
| ----- | ---------------------- | ------------------------------ | ------------------ | ---- | ---------- | ------------------------ | --------------------------- |
| 3     | Mercado ↔ São Leopoldo | São Leopoldo ↔ Novo Hamburgo** | 2 de marzo de 1985 | 34,5 | 17*(21)    | 42                       | desde las 05:00 a las 23:20 |

(*) Estaciones en Funcionamento • (**) Tramo en Proyecto